# Церква Богоявлення Господнього (Пренай)
Церква Богоявлення Господнього— католицька церква в місті Пренай (Литва, Каунаський повіт, Пренайський район).
Дерев'яна церква була збудована в 1750 році. В 1850 проводилась реконструкція під час якої було добудовано трансепт. 
Всередині трансепту знаходиться престіберій. З боків фасаду є дві вежі з куполами в стилі бароко. Між вежами знаходиться трикутний фронтон. На кожному кінці даху знаходяться невеличкі вежі.
Інтер'єр церкви виконаний в стилі бароко і має  5 вівтарів і дорогоцінні скульптури XVIII ст.
В 2008 році поштові відділення Литви випустили марку з видом на церкву.

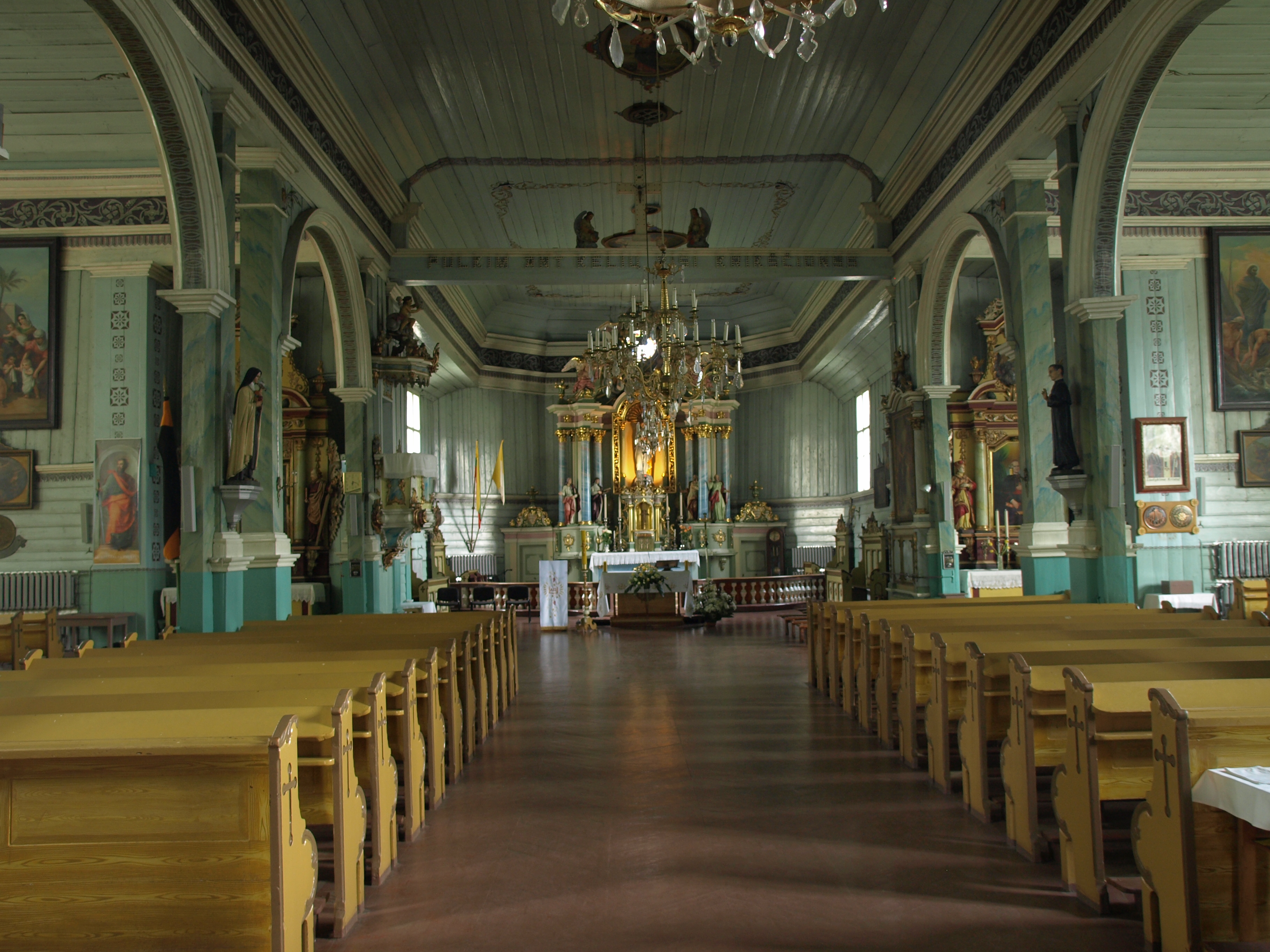
всередині церкви